# Eudorylas lopesi
Eudorylas lopesi är en tvåvingeart som först beskrevs av Hardy 1954.  Eudorylas lopesi ingår i släktet Eudorylas och familjen ögonflugor. Inga underarter finns listade i Catalogue of Life.